# Denis Jewgenjewitsch Makarow
Denis Jewgenjewitsch Makarow (russisch Денис Евгеньевич Макаров; * 18. Februar 1998 in Orenburg) ist ein russischer Fußballspieler.

## Karriere

### Verein
Makarow begann seine Karriere in der Akademija Konoplew. Im September 2012 wechselte er zu Jakutija Jakutsk. Im April 2013 schloss er sich dem FK Saransk an. Zur Saison 2013/14 wechselte er in die Jugend des FK Orenburg. Zur Saison 2017/18 rückte er in den Kader von Orenburgs Zweitmannschaft. Für diese kam er in jener Spielzeit zu 23 Einsätzen in der drittklassigen Perwenstwo PFL, in denen er fünf Tore erzielte. Nach der Saison 2017/18 stellte Orenburg-2 den Spielbetrieb ein.
Daraufhin wechselte er zur Saison 2018/19 zum ebenfalls drittklassigen FK Neftechimik Nischnekamsk. In seiner ersten Spielzeit bei Neftechimik kam er zu 20 Einsätzen, in denen er sieben Tore erzielte. Zu Saisonende stieg er mit dem Verein in die Perwenstwo FNL auf. Sein Debüt in der zweithöchsten Spielklasse gab er im Juli 2019 gegen Mordowija Saransk. Bis zur Winterpause der Saison 2019/20 kam er zu 20 Zweitligaeinsätzen, in denen er elf Tore machte.
Im Januar 2020 wechselte Makarow zum Erstligisten Rubin Kasan. Im März 2020 debütierte der Flügelspieler gegen den FK Tambow in der Premjer-Liga. Bis zum Ende der Saison 2019/20 absolvierte er neun Spiele für Kasan, in denen er zweimal traf. In der Saison 2020/21 absolvierte er 28 Erstligapartien, in denen er sieben Tore erzielte.
Nach einem Einsatz zu Beginn der Saison 2021/22 wechselte Makarow im August 2021 zum Ligakonkurrenten FK Dynamo Moskau.

### Nationalmannschaft
Makarow debütierte im Oktober 2020 für die russische U-21-Auswahl. Für diese absolvierte er insgesamt sechs Partien. Ohne bis zu jenem Zeitpunkt einmal nominiert gewesen zu sein, wurde er auch in den Kader Russlands A-Nationalmannschaft für die Fußball-Europameisterschaft 2021 berufen, kam aber mit diesem nicht über die Gruppenphase hinaus.